# Fédération Internationale Féline

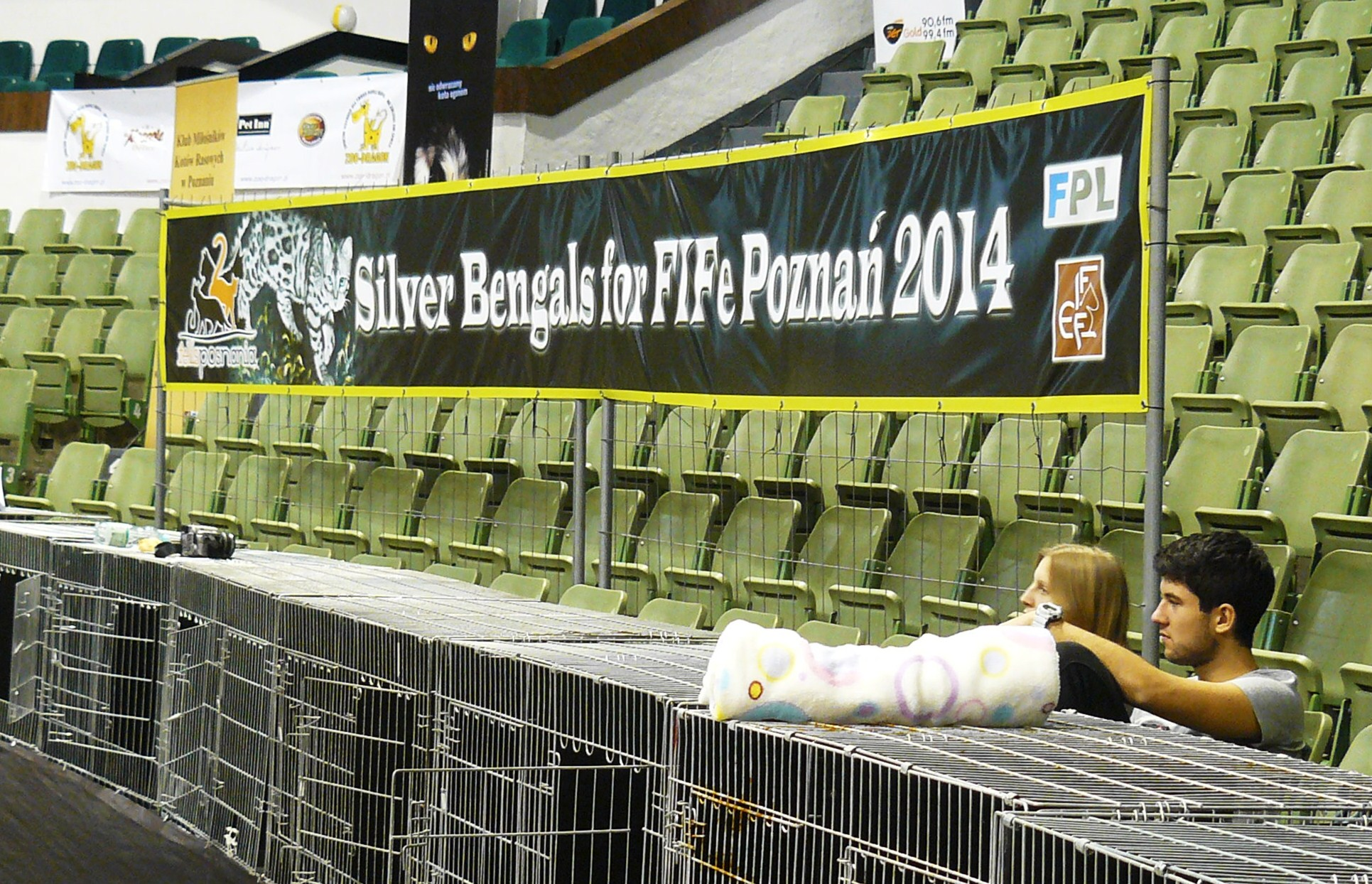
Výstava koček 2014 v Poznani, Polsko

Fédération Internationale Féline, zkráceně FIFe, je největší evropská organizace chovatelů koček (působí však i mimo Evropu) a jedna z největších organizací chovatelů koček na světě.

## Historie
V roce 1949 došlo v Paříži na společném setkání chovatelů z Itálie, Francie a Belgie k dohodě o založení společné zastřešující organizace. Vůdčí osobou při formování nové organizace byla Francouzka Marguérite Ravelová. Ještě v roce 1949 se uskutečnila první společná výstava, na které bylo prezentováno tehdy imponující množství 200 koček.
10. prosince 1950 se v belgickém Gentu uskutečnilo první generální shromáždění, kde bylo založení organizace oficiálně posvěceno a kde byly schváleny první plemenné standardy a první pravidla pro pořádání výstav. Organizace přijala název Fédération Internationale Féline d'Europe. Po přijetí brazilského klubu chovatelů koček v roce 1972 byla poslední část názvu odkazující na Evropu vypuštěna a název získal dnešní podobu – Fédération Internationale Féline.
Dnes organizace sdružuje více než 100 000 chovatelů koček z 43 národních organizací z 41 zemí (Rakousko a Nizozemsko zastupují dvě různé organizace). Organizace z jedné další země má zatím podmíněné příjetí. Česko zastupuje Sdružení chovatelů koček v České republice (SCHK), odbor Českého svazu chovatelů (ČSCH).
Pod záštitou organizace se každoročně uskuteční kolem 700 výstav ušlechtilých koček. Jednou do roka se pak koná Světová výstava (FIFe World Show), na které jsou prezentovány nejlepší kočky z celé organizace.

## Cíle
Cílem FIFe je propagovat ušlechtilé kočky a zlepšovaní životních podmínek koček obecně. Organizace stanovuje pravidla pro chov a pořádání výstav, která jsou téměř univerzálně uznávána a akceptována.
Organizace eviduje a vydává osvědčení chovatelským stanicím, organizuje výstavy a registruje rodokmeny. Je vyžadováno, aby každá národní organizace vedla vlastní plemenné knihy pro jednotlivá plemena, která jsou v rámci příslušné organizace chována.

## Uznaná plemena
(stav k 1. 1. 2015)
FIFe dělí plemena do čtyř základních skupin. Zvláštní postavení pak mají předběžně uznaná plemena a domácí kočky. Každé plemeno má svůj třípísmenný kód.
Skupina I – Perské a exotické kočky
- Perská kočka (PER)
- Exotická kočka (EXO)

Skupina II – Polodlouhosrsté kočky
- Americký curl dlouhosrstý (ACL)
- Americký curl krátkosrstý (ACS)
- Mainská mývalí kočka (MCO)
- Něvská maškaráda (NEM)
- Norská lesní kočka (NOR)
- Ragdoll (RAG)
- Birma (SBI)
- Sibiřská kočka (SIB)
- Turecká angora (TUA)
- Turecká van (TUV)

Skupina III – Krátkosrsté a somálské kočky
- Habešská kočka (ABY)
- Bengálská kočka (BEN)
- Burmilla (BML)
- Britská krátkosrstá kočka (BRI)
- Barmská kočka (BUR)
- Kartouzská kočka (CHA)
- Cornish rex (CRX)
- Kymerská kočka (CYM)
- Devon rex (DRX)
- Donský sphynx (DSP)
- Evropská krátkosrstá kočka (EUR)
- German rex (GRX)
- Japonský bobtail (JBT)
- Kurilský bobtail dlouhosrstý (KBL)
- Kurilský bobtail krátkosrstý (KBS)
- Korat (KOR)
- Manská kočka (MAN)
- Egyptská mau (MAU)
- Ocicat (OCI)
- Ruská modrá kočka (RUS)
- Singapura (SIN)
- Snowshoe (SNO)
- Sokoke (SOK)
- Somálská kočka (SOM)
- Sphynx (SPH)

Skupina IV – Siamské a orientální kočky
- Balinéska (BAL)
- Orientální kočka dlouhosrstá (OLH)
- Orientální kočka krátkosrstá (OSH)
- Peterbald (PET)
- Siamská kočka (SIA)
- Seychelská kočka dlouhosrstá (SYL)
- Seychelská kočka krátkosrstá (SYS)

Předběžně uznaná plemena
- LaPerm dlouhosrstý (LPL) – ve skupině II
- LaPerm krátkosrstý (LPS) – ve skupině II
- Selkirk rex dlouhosrstý (SRL) – ve skupině II
- Selkirk rex krátkosrstý (SRS) – ve skupině II
- Thajská kočka (THA) – ve skupině IV

Domácí kočky
- Domácí kočka dlouhosrstá (HCL)
- Domácí kočka krátkosrstá (HCS)